# Echeandia chandleri
Echeandia chandleri är en sparrisväxtart som först beskrevs av Jesse More Greenman och Charles Henry Thompson, och fick sitt nu gällande namn av Robert William Cruden. Echeandia chandleri ingår i släktet Echeandia och familjen sparrisväxter. Inga underarter finns listade i Catalogue of Life.